# バイデント

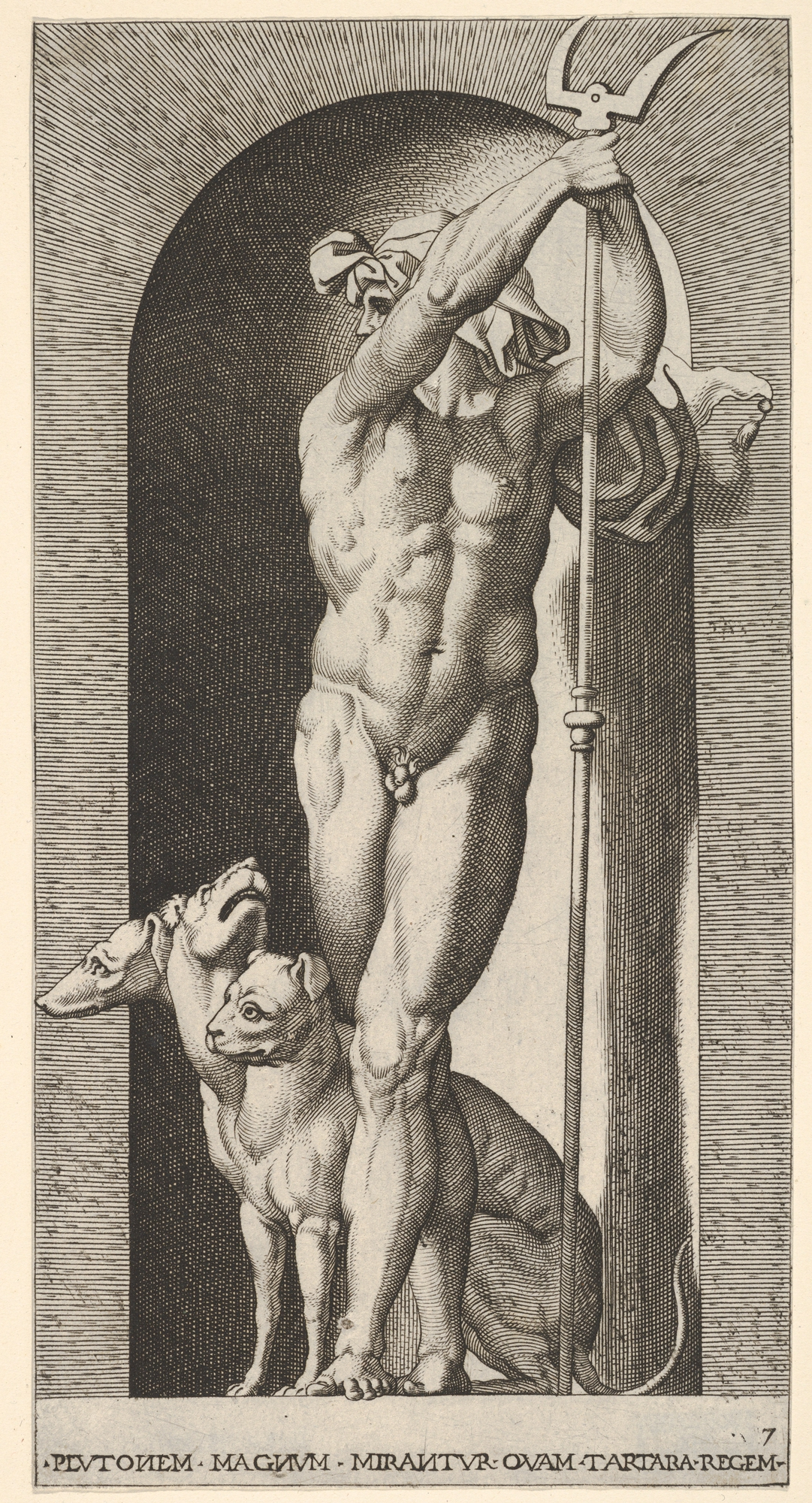
ケルベロスを従えバイデントを持つプルートー

バイデント (bident) は、ギリシア神話に出てくるハーデース （ローマ神話のプルートーと同等）の槍である。
形状は熊手に似ており、槍先が二叉になっている。 名前はギリシャ語で「二つ」を意味する「bi-」と「歯」を意味する「dent」に由来する。バイデントは、ハーデースの象徴的な武器であり、彼の権威と冥界での支配権を表している。

## 神話における役割
バイデントは、地上と冥界の境界を守り、死者の魂を管理するハーデースの役割を強調する道具である。例えば、「ペルセポネの誘拐」の神話では、ハーデースはバイデントを持ちながら、女神ペルセポネーを冥界に連れ去る場面が描かれる。この物語は、季節の変化を説明する重要な神話である。